# Лаура Рузгуте
Лаура Рузгуте (лит. Laura Ruzgutė; нар. 9 жовтня 1997, Вільнюс, Литва) — литовська футболістка, півзахисниця клубу «Жальгіріс» та національної збірної Литви.

## Клубна кар'єра
Футбольну кар'єру розпочала в «Жальгірісі», у складі якого 18 червня 2011 року дебютувала за головну команду клубу проти «Візагіно» (на той часїй було всього 14 років). Загалом у команді провела 5 років. З зими 2016 року вона має контракт з футбольним клубом «Лемінгтон Лайонз Ледіс» в шостому дивізіоні англії, Вест-Мідлендської жіночої регіональної футбольної ліги.

## Кар'єра в збірній
Провела шість матчів за збірну Литви (WU-19) і три матчі за дівочу збірну Литви (WU-17).
З 2016 року викликається до збірної Литви. У лютому 2016 року вперше взяла участь у Кубку Афродіти на Кіпрі. 10 березня 2016 року дебютувала за національну команду в поєдинку Кубку Афродіти проти Мальти. У березні 2017 року вдруге взяла участь у складі жіночої збірної Литви в Кубку Афродіти на Кіпрі.

### Забиті м'ячі
| #  | Дата           | Місце  | Суперник | Рахунок | Результат | Турнір           |
| -- | -------------- | ------ | -------- | ------- | --------- | ---------------- |
| 1. | 10 квітня 2021 | Єреван | Ліван    | 7–1     | 7–1       | Товариський матч |